# ولادیمیر ورمزوویچ
ولادیمیر ورمزوویچ (انگلیسی: Vladimir Vermezović؛ زادهٔ ۳۰ ژوئن ۱۹۶۳) بازیکن سابق یوگسلاو و مربی فوتبال اهل صربستان است.
از باشگاه‌هایی که در آن بازی کرده‌است می‌توان به باشگاه فوتبال اسپورتینگ خیخون، باشگاه فوتبال هانوفر ۹۶، باشگاه فوتبال پانیونیوس، و باشگاه فوتبال پارتیزان اشاره کرد.
وی همچنین در تیم ملی فوتبال یوگسلاوی بازی کرده‌است.